# دزموند باریت
دزموند باریت (انگلیسی: Desmond Barrit؛ زادهٔ ۱۹ اکتبر ۱۹۴۴) بازیگر و کارگردان هنری اهل بریتانیا است.
از فیلم‌ها یا مجموعه‌های تلویزیونی که وی در آن‌ها نقش داشته‌است، می‌توان به پوآرو و آن‌سوی آینه اشاره نمود.